# JRセントラルタワーズ
JRセントラルタワーズ（ジェイアール セントラルタワーズ、英語: JR CENTRAL TOWERS）は、愛知県名古屋市中村区のJR名古屋駅に併設されている超高層複合商業ビル（駅ビル）である。東海旅客鉄道（JR東海）の本社所在地。
オフィス棟の高さは245.1 mで中部地方で2番目に高く、ホテル棟の高さは226.0 mで同地方で3番目に高い超高層ビルである（中部地方で1番高い超高層ビルは当ビル南東に所在するミッドランドスクエアで高さ247.0 m）。

## 概要
百貨店のジェイアール名古屋タカシマヤ、名古屋マリオットアソシアホテル、オフィスなどで構成される複合商業ビルとして1999年に開業した。低層部の百貨店部分は隣接するJRゲートタワー（タカシマヤ ゲートタワーモール）と直結している。高さ200mを超える2つのタワーから成り、日本を代表するツインタワーの一つである。当ビルの開業を契機に再開発が進められ、名駅は日本有数の超高層ビル群へと発展した。
建物の高さはオフィス棟（245.1 m・地上51階建て）の方が高いが、階数はホテル棟（226.0 m・地上53階建て）が多い。竣工時は中部地方で最も高い超高層ビルであったが、現在は当ビルの南東に位置し2006年に竣工したミッドランドスクエア（247.0 m）にその座を譲っている。当ビルは日本国内で8番目の高さを誇る。晴天時には岐阜県の岐阜城（金華山）や三重県の御在所岳などからでもその姿を見ることができ、名古屋のランドマークとして人気スポットになっている。かつては期間限定ではあるものの、名古屋の民放ラジオ局が共同運営するサテライトスタジオがあった。
東京ステーションシティ（東京駅）、大阪ステーションシティ（大阪駅）、JR博多シティ（博多駅）、JRタワー（札幌駅）など、その後のJR各社のターミナル駅の巨大再開発の嚆矢となった。
2010年6月23日には、瀬戸デジタルタワーから送信されている地上デジタルテレビ放送の難視聴を解消することを目的として、NHK名古屋放送局とテレビ愛知がそれぞれ名駅中継局を開局した。
郵便番号は、超高層ビル番号として〒450-60xxがビル専用に設定されている（xxは階数、地階及び階層不明は90、90を除く53より多い数字は入居する特定企業専用の番号となる）。

## 建物概要
以下は『建築設備&昇降機』等による。
- 建物名称：JRセントラルタワーズ
- 建物用途：駅施設・百貨店・ホテル・オフィス・レストラン街・駐車場
- 建築主：東海旅客鉄道、ジェイアールセントラルビル
- 設計監修：阪田誠造（坂倉建築研究所最高顧問）
- デザインアーキテクト：Kohn Pedersen Fox Associates PC
- 設計・監理：JRセントラルタワーズ設計共同企業体（大成建設・坂倉建築研究所・東海旅客鉄道）
- 施工：JRセントラルタワーズ新設工事共同企業体（大成建設・鹿島建設・大林組・清水建設・熊谷組・竹中工務店・鉄建建設・名工建設・ジェイアール東海建設・新生テクノス・東海交通機械）
- 所在地：愛知県名古屋市中村区名駅一丁目1番4号
- 地域地区：商業地域、防火地域、駐車場整備地区、名古屋駅都市景観整備地区
- 敷地面積：82,191m2[注釈 1]
- 建築面積：18,220m2[注釈 2]
- 延床面積：416,565m2[注釈 3]
- 階数：地上51階・地下4階（オフィスタワー）、地上53階・地下4階（ホテルタワー）、地上18階（低層棟）、地上18階・地下3階（一般駐車場棟）
- 建物高さ：233.55m（オフィスタワー）、214.0m（ホテルタワー）、95.0m（低層棟）、75.9m（一般駐車場棟）
- 最高高さ：245.10m（オフィスタワー）、226.0m（ホテルタワー）[注釈 4]
- 基準階階高：ホテル客室階：3,150mm、オフィス貸室階：3,950mm、百貨店売場階：4,400mm、一般駐車場：3,400mm
- 本体棟構造
  - 基礎構造：場所打ち鉄筋コンクリート杭（拡底杭）及び場所打ち連続地中壁杭支持べた基礎構造
  - 上部構造：鉄骨造及び一部充填鋼管コンクリート造
  - 下部構造：鉄骨鉄筋コンクリート造
  - 制振装置：アクティブ型、60トン×4基（ホテル棟）、75トン×2基（オフィス棟）
- 駐車場棟構造
  - 基礎構造：場所打ち鉄筋コンクリート杭（拡底杭）
  - 上部構造：鉄骨造
  - 下部構造：鉄骨鉄筋コンクリート造
- エレベーター：81台
  - 共用部：乗用12台・貨物用1台（カーリフト）
  - 百貨店：乗用10台・人荷用7台
  - ホテル：乗用11台・人荷用11台（うち非常用2台）
  - オフィス：乗用20台・人荷用4台（うち非常用3台）
  - 展望台用：乗用2台
  - 駐車場用：乗用3台（うち非常用2台）
- エスカレーター：96台
  - 共用部：乗用4台
  - 百貨店：乗用70台
  - ホテル：乗用10台
  - レストラン街：乗用12台
- リフター：4台（うちヘリポート用2台）

## 建設の経緯

### 旧駅舎の老朽化
1937年（昭和12年）に竣工した名古屋駅旧駅ビル老朽化により1990年（平成2年）に基本構想が発表される。
名古屋駅周辺の線路も敷地として含めて申請し、本来の名古屋駅の敷地面積では建設不可能な大規模なものとなったため、建築許可をめぐり問題とされたが、最終的には政治力で認可された。
当初の計画では「ホテル棟60階、オフィス棟57階（高さ270 m）、地下7階、延べ床面積45万m2、ホテル客室850、百貨店店舗面積9.5万m2」であった。このようなツインビルにした理由は、コンコースの下にはすでに名古屋市営地下鉄桜通線が通っていたために、その部分に深い基礎を打ち込むことが困難であったからである。

### 運営会社の設立
1992年（平成4年）、ホテル業務と百貨店会社を設立。当初は百貨店部門は株式会社松坂屋が支援の予定であった。

### 旧駅ビル解体
1993年（平成5年）12月2日、同年10月に営業を終了した旧駅ビルと東海旅客鉄道（JR東海）本社ビルを解体開始。

### 建設開始
1994年（平成6年）6月9日、ビル運営会社のジェイアールセントラルビルを設立。同年8月25日、「JRセントラルタワーズ」起工式。

### 百貨店運営協力会社決まる
株式会社松坂屋の支援断念に伴い、他の支援先を探し始める。
その後、1996年（平成8年）から1997年（平成9年）までに株式会社髙島屋が協力、出資に合意、会社名が株式会社ジェイアール東海高島屋に決まる。

### 棟上から各施設オープンまで
- 1998年（平成10年）12月：棟上。
- 1999年（平成11年）
  - 12月20日：竣工、賃貸オフィスの入居と駐車場が稼働開始。
  - 12月23日：展望台「パノラマハウス」と、12階・13階の「タワーズプラザ」のうちレストラン街16店舗が営業開始。
- 2000年（平成12年）
  - 3月9日：駅前広場に「タワーズガーデン」と遊歩道「タワーズテラス」がオープン。
  - 3月11日：「タワーズプラザ」の残るレストラン街、多目的ホール、インドアガーデンが全面開業。
  - 3月15日：ジェイアール名古屋タカシマヤが開業。
  - 5月17日：名古屋マリオットアソシアホテルがオープン。

## 主な受賞歴
- 2000年 - 第32回中部建築賞
- 2000年 - 名古屋市都市景観賞
- 2000年 - 第8回愛知まちなみ建築賞
- 2000年 - 鉄道建築協会賞特別賞
- 2000年 - ディスプレイ産業賞2000
- 2000年 - 照明普及賞
- 2001年 - 第15回空気調和・衛生工学会振興賞 技術振興賞
- 2001年 - 2001年度グッドデザイン賞[3]
- 2001年 - 電気設備学会技術部門施設賞
- 2002年 - 第43回BCS賞特別賞
- 2002年 - ギネスワールドレコーズ（ギネス世界記録）
- 2002年 - 日本建築学会作品選集2002

## 現況

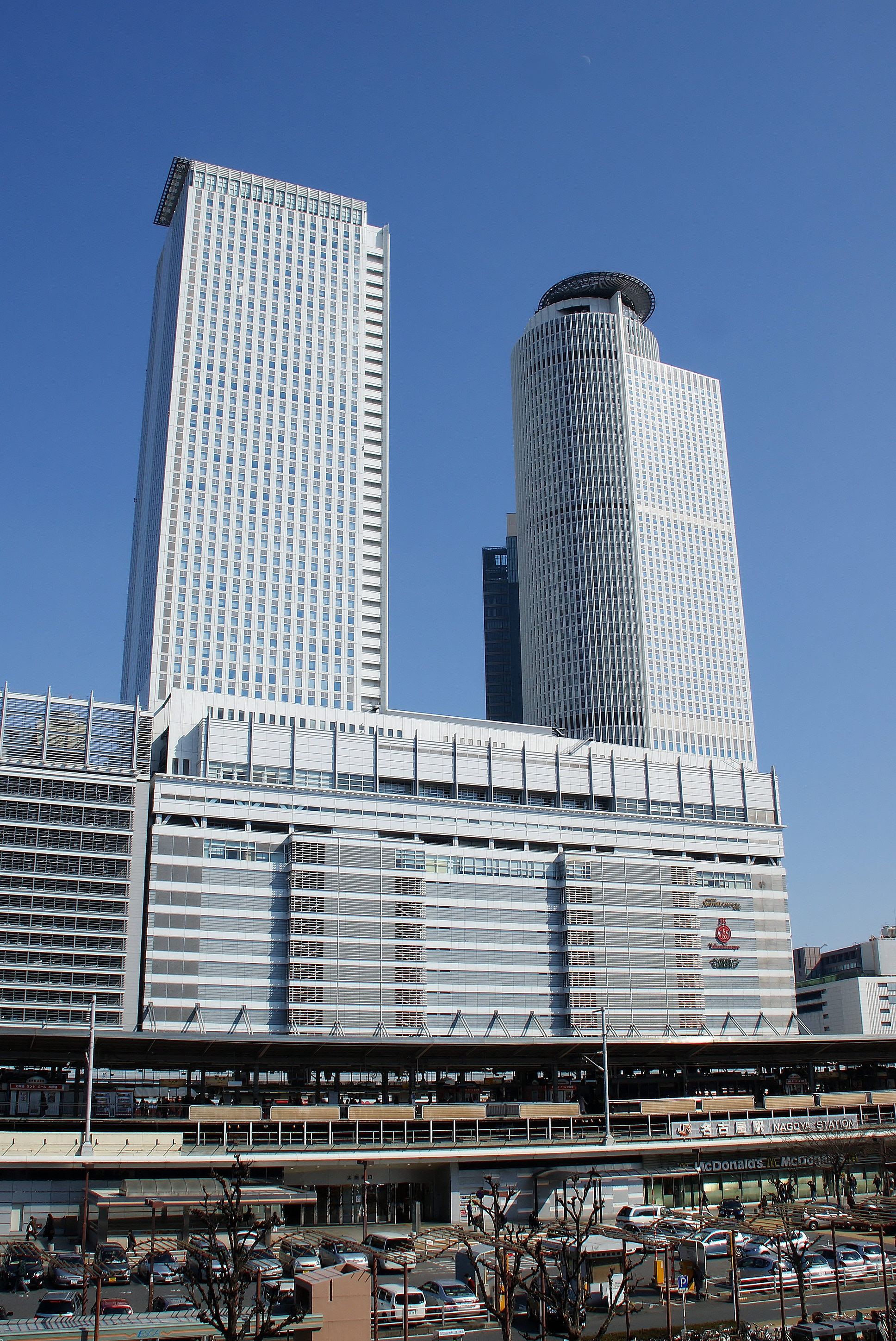
太閤通口側（2010年2月20日）

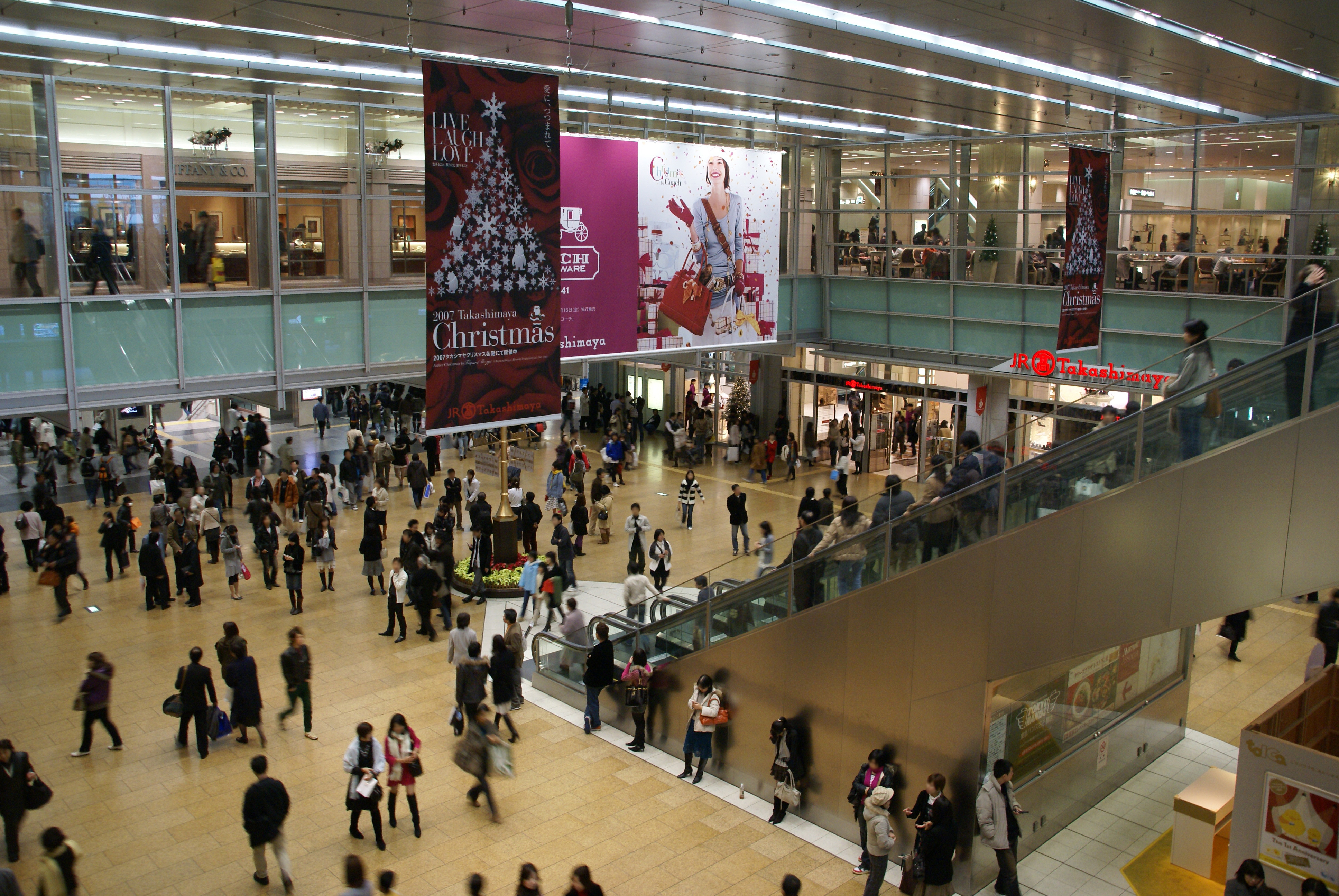
1階コンコース、ジェイアール名古屋タカシマヤ入口

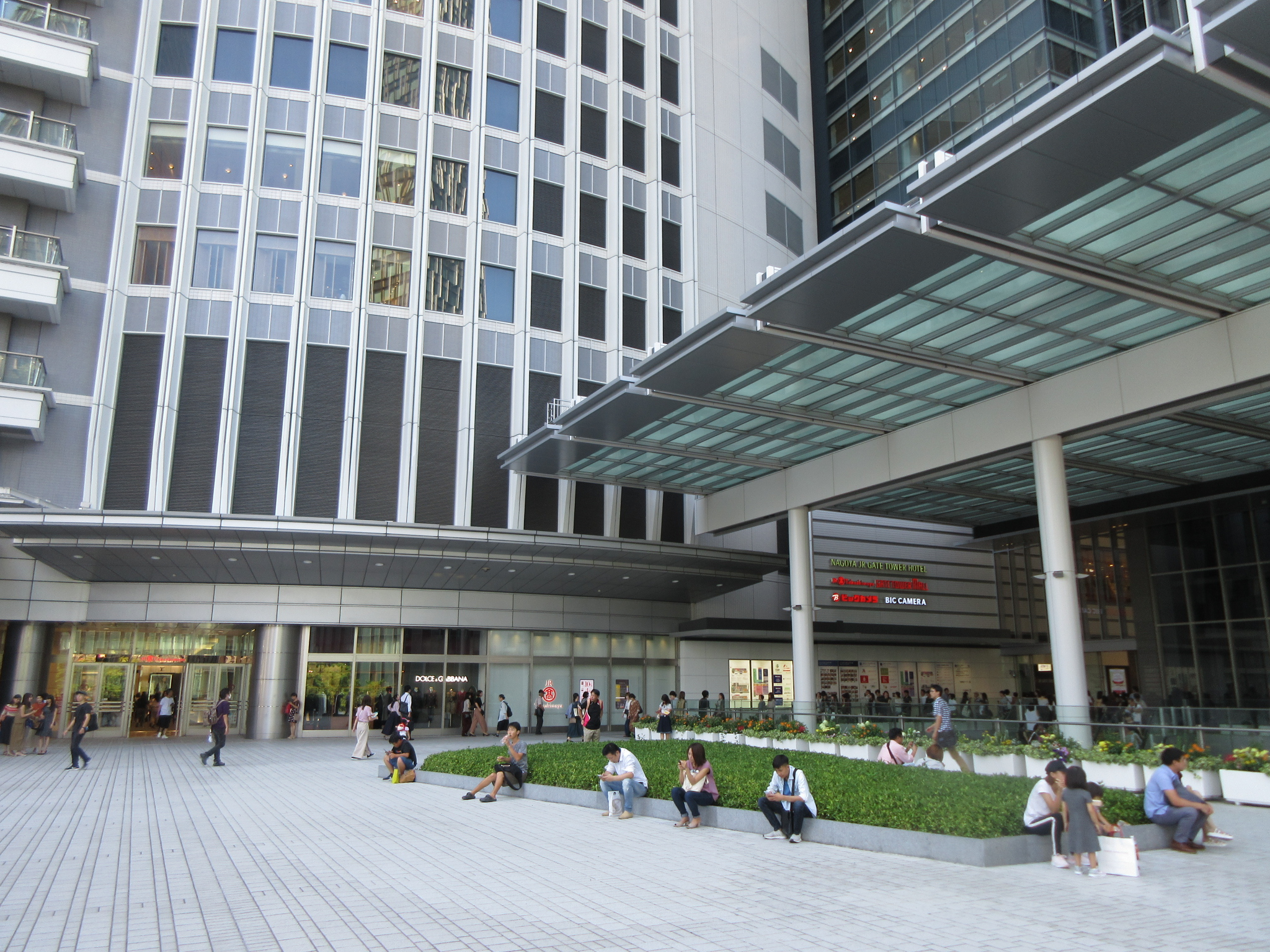
3階入口

バブル期に構想されバブル崩壊後に竣工し、一時はその成功が疑問視されたが、竣工後はデパート、オフィス、ホテルとも人気で名古屋の商業中心として名駅を栄と並立する地位に押し上げ、いわゆる「名古屋摩天楼」の先駆けとなったビルでもある。一部では「髙島屋効果」との言い方もあるが、これは地方から一番行きやすい百貨店とJRが宣伝した影響もある。
低層階はジェイアール名古屋タカシマヤ（一部ハンズ）からなる。15階から18階は名古屋マリオットアソシアホテルの共用施設とスカイストリートがある。19階以上の高層階はオフィス棟とホテル棟のツイン構造となっている。オフィス棟には東海旅客鉄道（JR東海）本社、大成建設名古屋支店、三菱商事名古屋支社、株式会社全日警名古屋支社など多くの大企業が入っている。最上部には展望室がある。ホテル棟には名古屋マリオットアソシアホテルの客室が入り、最上部にはレストランとスカイバンケットがある。51階（最上階）にある展望台「パノラマハウス」は2005年（平成17年）10月2日にいったん営業を終了した。その後ジェイアール名古屋タカシマヤがエステ、ワインバー、カフェなどが連なる「パノラマサロン」として改装し再オープンしている。また、大名古屋ビルヂングの建て替えによる取り壊しに伴い、同ビルにあった大名古屋ビル献血ルームが2011年10月8日にオフィスタワー20階に移転し、新たに「献血ルーム タワーズ20」としてオープンした。
名古屋中央郵便局旧局舎（後の同局名古屋駅前分室店舗）の再開発（JPタワー名古屋）に伴い、名古屋駅前分室のゆうゆう窓口・私書箱機能が、同分室から分割される形で当館15階に設置され、同局（後の名古屋西郵便局）タワーズ内分室となっていた（2016年10月31日廃止）。なお1階には当ビル竣工時より、タワーズ内郵便局（2015年12月9日まで）が所在していた（2015年12月14日に旧名古屋駅前分室の仮店舗跡地（名古屋大同生命ビル1階）に移転し、名古屋柳橋郵便局に改称している）。
オフィスタワーに割り当てられている固有の郵便番号は450-60xx（xxは階層。地下・階層不明の場合は450-6090）。オフィス高層用エレベータ・パノラマサロン直通エレベータ（どちらも三菱電機製）は最高分速360mであり、中部一の速度である（現在はミッドランドスクエアや名古屋ルーセントタワーにも同じ速さのエレベータがある）。テナント料の関係上オフィスを撤退する企業も少なくはない。しかし同時に入居する企業もあるので、名古屋の経済状況をあらわすひとつの指標と考えられている。

## ギネス世界記録登録および取り消し
完成当時、高さ245 m、また延べ床面積41万6565m2という規模は駅ビルとしては世界最大であったため、2002年に「世界一大規模な駅ビル」としてギネス世界記録に登録されていた。しかし、現在ではギネス社による定義の変更により記録が取り消しされている。同社ではギネス記録の見直しを定期的に実施しているが、JRセントラルタワーズの記録を見直す際、百貨店など多数のテナントが入居していることに着目し、「タワーズは複合施設であり、駅ビル記録の対象外」とした。
記録の更新ではなく取消という形で変更されたため、現在のギネス世界記録には「世界一大規模な駅ビル」という定義の記録自体が存在していない。なお、2012年12月頃には近鉄が大阪阿部野橋駅のあべのハルカスを「世界一高い駅ビル」として記録申請を検討する動きがあったものの、登録には至っていない（当ビルの記録取消時期が不明なため、2012年12月時点で当ビルが記録を保持し続けていたかどうかも定かではない）。

## ライツプロムナード

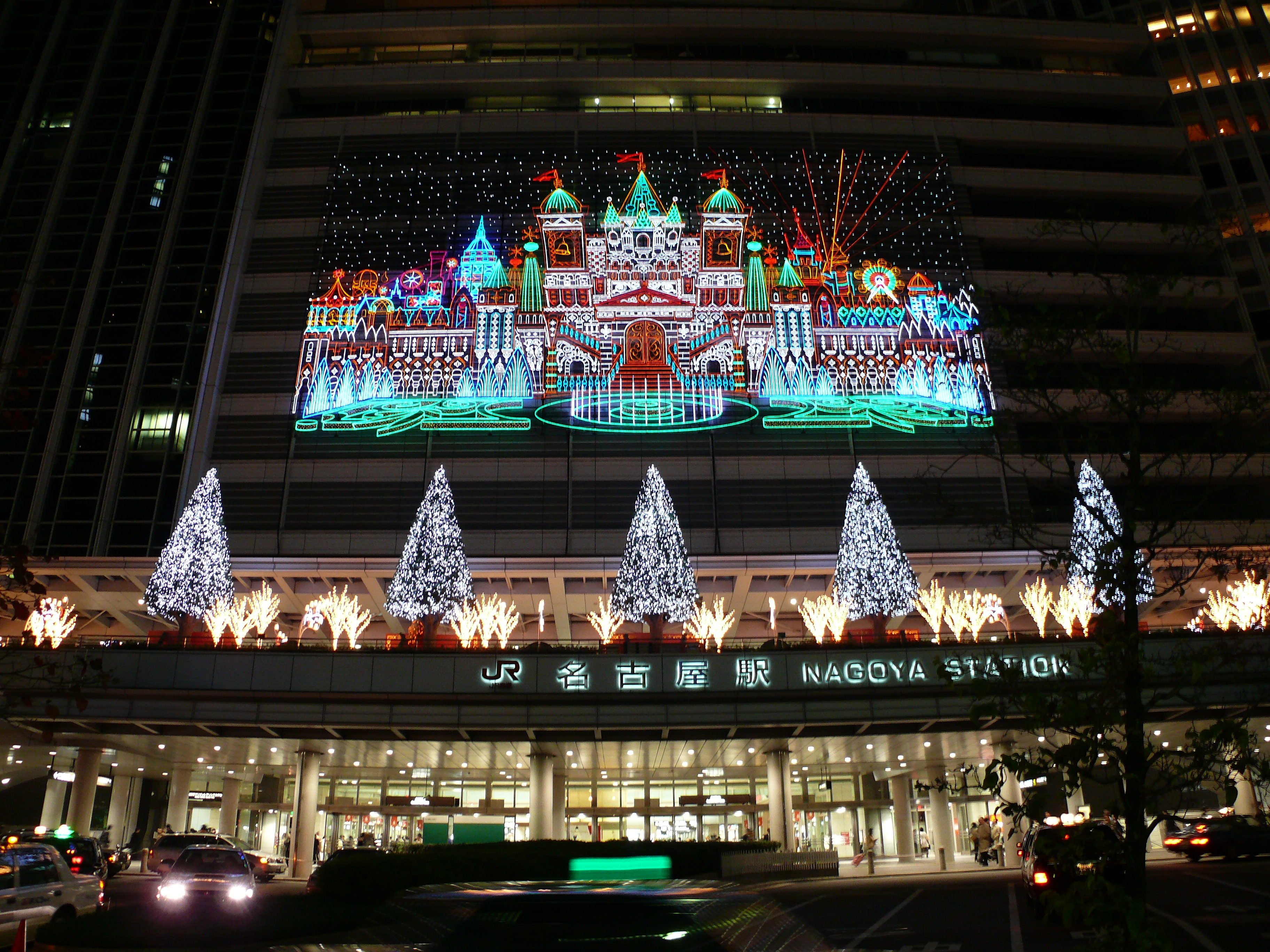
タワーズライツ2007

開業した2000年以降、毎年クリスマスを含む年末年始には「タワーズライツ」と呼ばれるビルの壁面を利用したイルミネーションを行っていた。2003年までは神戸ルミナリエに似たデザインだったが、2004年にデザインを大幅に変更した。以後も徐々にデザインを変えていき、末期は白色LEDを多用したシンプルなデザインとなっていた。
「ライツプロムナード」と改称された2010年にはタワーズテラスでのイルミネーションのみ実施。壁面装飾を中止した理由として「名古屋ターミナルビルの建て替え工事でバス停が道路上に移転することに伴い、周辺道路の混雑を回避するため（バスのダイヤの遅れを防ぐため）」としている（2010年11月14日放送のスタイルプラスより）。
また、2010年以降の6年間は名古屋ターミナルビルの建替え工事に伴いビル壁面のイルミネーションを中止し、2017年に再開する予定としていた。だが、翌2011年に東日本大震災が発生。原発停止に伴う節電強化に伴って同年の開催は中止となったが、これ以降もイルミネーションは実施しておらず、事実上2010年で終了した。
上記工事が完了した2017年からは、隣接するJRゲートタワーと共にクリスマスイルミネーションを開始したが、かつてのタワーズライツに比べるとイルミネーションの規模は大幅に縮小した。
開業前の1998年年末から1999年正月にかけては、一部の部屋の照明を点灯させ、外から「98」「99」と見える演出を行っていた。特に1998年の大晦日には、新年のカウントダウンと同時に「98」から「99」へと表示が切り替わる演出も行われている。

## 名駅デジタルテレビ中継局
NHK名古屋放送局とテレビ愛知は、瀬戸デジタルタワーからの電波が届きにくい名古屋市の南西部をカバーするため、JRセントラルタワーズに地上デジタルテレビ放送専用中継局を設置した。

### 中継局概要
| リモコン キーID | 放送局名       | 物理 チャンネル | 空中線電力 | ERP  | 放送対象 地域 | 放送区域 内世帯数 | 偏波面   |
| --------------- | -------------- | --------------- | ---------- | ---- | ------------- | ----------------- | -------- |
| 2               | NHK 名古屋教育 | 49ch            | 300mW      | 3.1W | 全国放送      | 約47,300世帯      | 水平偏波 |
| 3               | NHK 名古屋総合 | 50ch            | 300mW      | 3.1W | 愛知県        | 約47,300世帯      | 水平偏波 |
| 10              | TVA テレビ愛知 | 26ch            | 2W         | 25W  | 愛知県        | 約192,000世帯     | 水平偏波 |

### 放送エリア

#### NHK名古屋（総合・教育）
- 名古屋市中村区・中川区の各一部[12]。

#### テレビ愛知
- 名古屋市（西区、中村区、中川区、港区）、津島市、清須市、弥富市、あま市、海部郡蟹江町・飛島村の各一部、海部郡大治町の全域[12]。

### 歴史

#### NHK名古屋（総合・教育）
- 2010年8月5日：予備免許交付
- 2010年8月9日：試験放送開始
- 2010年8月26日：免許交付[13]
- 2010年9月1日：放送開始

#### テレビ愛知
- 2010年2月10日：予備免許交付
- 2010年4月30日：試験放送開始
- 2010年6月23日：免許交付[14]
- 2010年6月23日：放送開始